# マキラ・ウラワ州
マキラ・ウラワ州（マキラ・ウラワしゅう、英語: Makira-Ulawa Province）はソロモン諸島の州。ソロモン諸島南部の州であり、マライタ州の南に位置する。マキラ島（サンクリストバル島）を中心にウラワ島、オワラハ島などで構成されている。行政府所在地はマキラ島北岸のキラキラ。2019年の人口は52,006人。
1982年1月29日にマキラ州として設置された。1986年7月2日にマキラ・ウラワ州へ改称した。